# Carcinoma linfoepiteliale timico
Il carcinoma linfoepiteliale del timo è una rara variante del carcinoma timico; è uno dei tumori maligni del timo maggiormente riscontrati in età adulta, e costituisce circa l'1-4% di tutti i tumori primitivi del mediastino anteriore.

## Storia
Il carcinoma linfoepiteliale del timo è stato descritto per la prima volta nel 1977 da Shymosato in otto donne di età compresa tra i 39 ed i 65 anni (con un'età media di 55,5 anni). Le pazienti non erano associate ad alcun tipo di sindrome paraneoplastica; tutti i prelievi effettuati sul timo delle donne evidenziavano delle caratteristiche morfologiche comuni, riconducibili a quelle del timoma maligno. Nella maggior parte delle donne si erano riscontrate metastasi polmonsri e ai linfonodi regionali; la prognosi nei pazienti (tutti trattati con radioterapia e chirurgia radicale) si è dimostrata buona.

## Epidemiologia
Il LECL è da considerarsi una neoplasia ultra-rara, poiché costituisce una rara variante del carcinoma timico (1-4% delle diagnosi); nei bambini sono stati riscontrati in Giappone solo 13 casi clinici.

## Eziologia
Come nella maggior parte delle neoplasie, l'origine del LECL è in gran parte sconosciuta; anche se teoricamente è stato dimostrato un collegamento tra il virus di epstein-bar e la malattia, altri studi hanno addirittura mostrato una flebile associazione tra lupus eritematoso sistemico e LECL.

## Trattamento
Data la rarità della patologia, non è stato sviluppato alcuna terapia per trattare ad-hoc il LECL; tuttavia vengono impiegati tutti gli agenti chemioterapici usati nel trattamento del carcinoma timico tipico con percentuali di successo talvolta superiori a quelli ottenibili nel trattamento della stessa. Tuttavia, anche se in via sperimentale, il trattamento di questa neoplasia può essere associato a quello indicato nei carcinoidi ed in alcuni tipi di linfomi refrattari, i farmaci su cui si basava questo studio erano: vincristina, etoposide, danoxubicina e cisplatino.